# 羅科托蓬塔山 (蒂卡潘帕區)
9°42′20″S 77°18′27″W / 9.70556°S 77.30750°W

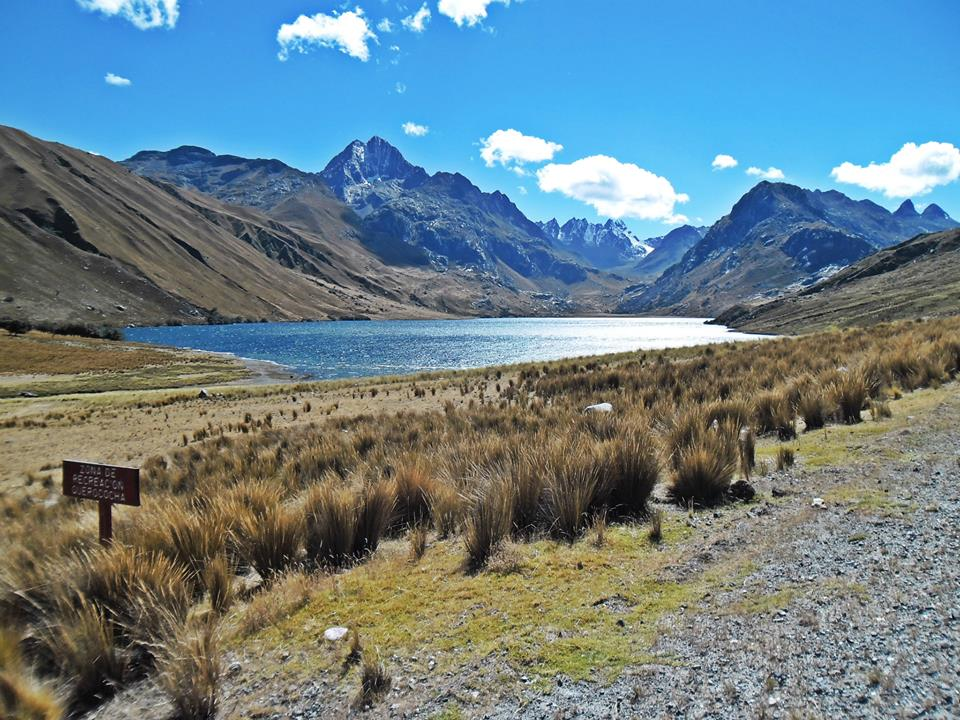

羅科托蓬塔山（Rocotopunta），是秘魯的山峰，位於該國北部安卡什大區，由雷奈伊省的蒂卡潘帕區負責管轄，屬於布蘭卡山脈的一部分，海拔高度4,400米。